# 石川泰弘
石川 泰弘（いしかわ やすひろ、1962年（昭和37年）12月9日 - ）は、日本の教育者、作家、博士号（スポーツ健康科学）、温泉入浴指導員、睡眠改善インストラクター、日本薬科大学特任教授。運動生理学、入浴、睡眠でのリカバリーを研究している。メディアに出演する際は「お風呂教授」と呼ばれている。元バスクリン社員（広報）。東京都福生市出身。

## 概要
東京都福生市生まれの博士号（スポーツ健康科学）。温泉入浴指導員（厚生労働省規定資格）、睡眠改善インストラクター（日本睡眠改善協議会認定資格）の資格を持ち、全国各地で健康に関する講演を実施。「お風呂教授」として書籍やメディアに多数出演。「きき湯」をメガヒットに導いた敏腕広報マン。

## 経歴
東京都福生市生まれ。東京都立昭和高等学校、大東文化大学外国語学部英語学科を卒業。
1985年（昭和60年）4月、マルハ株式会社のハウスエージェントに入社。
1989年（昭和63年）4月、株式会社ツムラに転職。化粧品事業、ライフサイエンス本部で事業計画を行う。
2006年（平成18年）分社し、株式会社バスクリンで商品及び企業PR・IR活動を行う。様々なメディアを通じて入浴剤のメリットを啓発。認知率が低かった「きき湯シリーズ」をヒット商品に押し上げた。同年4月から日本薬科大学漢方アロマコースで「温泉学」の授業を担当。
その時期から『お風呂博士』としてテレビ・雑誌・Web・ラジオなど様々なメディアでPR活動を行う。全国各地で温泉や入浴、睡眠に関する講演を実施する。研究で得た知見を活かし、ラグビー日本代表チームを始め、トップアスリートに対して入浴や睡眠を活用したリカバリーに関する講演を行っている。
2011年（平成23年）2月、草思社から初の著書『バスクリン社員が教える究極の入浴術　お風呂の達人』を出版。“お風呂のプロ”である石川が本当に身体にやさしいバスタイムの過ごし方を紹介。「リラックス」「健康」「美容」の3大効果を存分に味わえる。同年11月、ネコ・パブリッシングから2冊目の著書『バスクリン社員が教えるおうちでバスタイム』を出版。
2013年（平成25年）11月、『バスクリン社員がそっと教える肌も腸も健康美人になる入浴術26』出版。究極の入浴術「冷え症」「花粉症」「腰痛」「便秘」「ダイエット」「むくみ解消」「美肌」など26の悩み緩和を紹介。
2015年（平成27年）6月、日本文芸社から『たった一晩で疲れをリセットする睡眠術』を出版。トップアスリートも実践する体と心をリフレッシュする睡眠術を紹介。
2018年（平成30年）3月、順天堂大学大学院スポーツ健康科学研究科博士課程終了、博士号（スポーツ健康科学）の学位取得。社会人大学生になった理由は「お風呂のことを人に伝えるには、お風呂についてちゃんと知らないといけないと考えたから。冷え性だった僕が、お風呂にちゃんと入るようになったら治った」ため。
2019年（平成31年）4月、大塚製薬株式会社に転職、NC事業部ソーシャルヘルス・リレーション部ディレクターに就任（〜2021年3月30日）。同年、ゴマブックスから『たった一晩で疲れが取れる睡眠法』が出版。
2021年（令和3年）4月、日本薬科大学医療ビジネス薬科学科 スポーツ薬学コース特任教授に就任。入浴や睡眠に水分や栄養を加え「健康」に関する様々な情報を発信。健康経営を基軸としたコミュニティ「健康社長」の立ち上げに参画する。多くの経営者とのコミュニケーションを図り「健康経営」の必要性を啓発。講義は「運動生理学」「健康増進学」「および温泉学」。
2022年（令和4年）4月、文部科学大臣認定　職業実践力育成プログラム漢方アロマコース　運営委員長に就任。プレミアムコースを立ち上げ、生涯教育プロデュースを行う。

## 人物
- 将来の夢は「お風呂で世界の人を健康にさせる」「海外お風呂人口を100％に」とメディアで答えている[7]。
- メディアに出演する際は「お風呂教授」と呼ばれている[8][7]。
- バスクリン在籍時代は販売管理部営業企画課マネジャー広報専属。テレビや雑誌に登場し、講演で全国を飛び回り、その先々で70アイテムあるバスクリンのPRを一手に受け持った[7]。
- 小学校からサッカーに夢中のスポーツ少年。現在は週末ランナー。フルマラソンに出場するなど、スポーツを欠かさない[7][9]。
- 旅行代理店の営業マン[3]からツムラに転職した理由は「サービスを売るより、形があるモノを売りたくなった」から。ツムラでは営業車に化粧品を山ほど積んで都内を走り回った。1年後に仕事中に交通事故を起こして約1年間休職。職場復帰した直後にツムラ化粧品に出向になり、業務部の内勤で商品の受発注を担当した。2年後に“島耕作より若く課長になれた”と喜んでいたら、バブル崩壊のあおりで会社が整理される事態に陥る。約1年、首切りと清算業務を担当することになって辛い日を経験した[7]。
- 1998年に本社に戻り、バスクリン事業部に配属。運命の商品と出会った。インタビューで石川は「当時のツムラは、漢方の医薬事業があり、その次がバスクリン。経営企画兼広報担当として取材対応やホームページの立ち上げなどに関わりました。2008年にツムラから独立してからはボクがPR専任に。取材のときは研究所に行って立ち会うので商品を知ってないと話にならない。毎日バスクリンのお風呂に入って色や香り、風呂上がりの感覚まで徹底的に頭に叩き込んだ」と答えている[7]。

## ヒット商品エピソード
- 株式会社ツムラのライフサイエンス事業本部に所属していたものの、社内で家庭用品事業が分社化され現バスクリンとなる。広報部門に所属したが広報経験者が1人もいなかった。そこで直接マスコミとスムーズに対応したいため自分自身が“お風呂博士”となり専門家なってしまえば良いと思い、温泉入浴指導員や、睡眠インストラクターの資格をとった。さらに身体のことをもっと知りたいのと“お風呂博士”と名乗っているのに博士号を取っていない自分に疑問を感じて大学院に通った。結果、博士号（スポーツ健康科学）を取得した[1]。
- フィギュアスケートの羽生結弦選手とのコラボした入浴剤を企画。様々なスポーツ選手をサポート。選手から入浴や睡眠について「こんな時はどうしたらいいか？」という相談があるとアドバイスすることもある[1]。
- 「きき湯」が爆発的ヒットになった。キッカケはテレビ番組『たけしの健康エンターテインメント!みんなの家庭の医学』で取材協力したことから始まった。番組内で「温泉に行けない人は、炭酸ガスの入浴剤で同じような効果が得られます」と発言。さらに「きき湯」に15分間入浴したバナナマンの日村勇紀が汗だくになっていく映像が話題になり、視聴者から「これはすごい」と問い合わせが殺到。放映翌日以降、店頭の商品が品切れ状態となった[1]。

## 著書
- 『バスクリン社員が教える究極の入浴術　お風呂の達人』（草思社、2011年2月15日）　ISBN 978-4794218063
- 『バスクリン社員が教えるおうちでバスタイム』（ネコ・パブリッシング、2011年11月23日）　ISBN 978-4777012206
- 『睡眠・入浴・ストレッチ』(梶村尚史ほか共著、日本文芸社、2012年9月21日) 　ISBN 978-4537122251
- 『バスクリン社員がそっと教える肌も腸も健康美人になる入浴術26』(スタンダードマガジン、2013年11月1日)　ISBN 978-4938280482
- 『昨日の疲れがとれちゃう本』（梶村尚史ほか共著、日本文芸社、2014年6月27日）　ISBN 978-4537211917
- 『たった一晩で疲れをリセットする睡眠術』（日本文芸社、2015年6月27日）　ISBN 978-4537212914
- 『たった一晩で疲れが取れる睡眠法』（ゴマブックス、2019年3月1日）　ISBN 978-4814916122

## CD
- 『ねむりのリズムCD』（avex、2015年2月4日）　EAN  :4542114768248

## 出演

### テレビ
- 『ヒルナンデス』（日本テレビ）[10]
- 『教科書にのせたい!』（TBSテレビ）[11]
- 『『ぷっ』すま』（テレビ朝日）[11]
- 『chouchou』（テレビ朝日）[12]
- 『ホンマでっか!?TV』（フジテレビ）[13]
- 『ジョブチューン アノ職業のヒミツぶっちゃけます!』（TBSテレビ）[14]

### ラジオ
- 『antenna* TOKYO ONGOING』（TOKYO FM）[6]

### 雑誌
- 『プレジデント社』（プレジデント社）[15]
- 『月刊「宣伝会議」』（宣伝会議）[16]  ※インタビュー聞き手：水野良樹（いきものがかり）
- 『GOETHE』（幻冬舎）[17]

### インターネット放送
- 那須大亮 Official YouTube Channel[18] ※ https://youtube.com/qv15rURYE60
- 猫ひろし Official YouTube Channel ※ https://youtube.com/DCJklIjSbA4